# Vindonissa

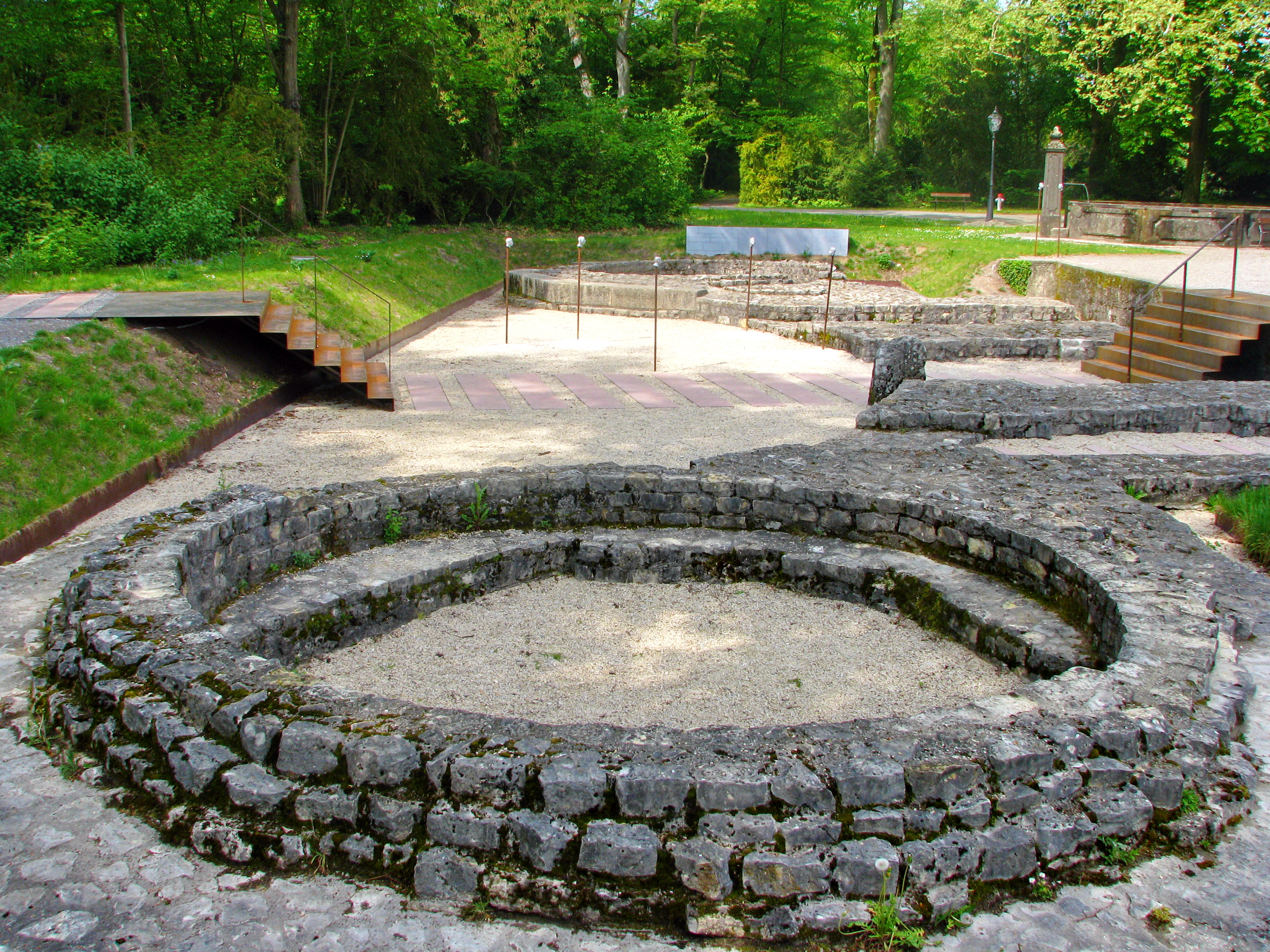

Vindonissa is een voormalig Romeins kamp gelegen in de nabijheid van het huidige Windisch in het Zwitserse kanton Aargau. Het kamp werd waarschijnlijk gesticht in het jaar 15 na Christus. Naar aanleiding van een uitbreiding rond het jaar 30 werden er thermen toegevoegd.
Het Legio XIII Gemina was er gelegerd tot 44 of 45. Bij de komst van de eenentwintigste Legioen (Legio XXI Rapax) werd het kamp herbouwd met stenen vestingwerken. Na het plegen van plunderingen in de omgeving, in 69, werd het garnizoen vervangen door het elfde legioen (Legio Claudia XI), dat er verbleef tot omstreeks het jaar 101. Daarna werd Vindonissa een civiele nederzetting. In de vierde eeuw  werd er een castellum gebouwd om de invallen van de Alemannen tegen te gaan.
Heden is er een museum en een legioenenpad (zie hieronder).
De resten van Vindonissa werden eind 19e eeuw blootgelegd bij opgravingen door de Zwitserse archeoloog Otto Hauser.

## Weblinks
- Vindonissa-Museum
- Gesellschaft Pro Vindonissa
- Vindonissa-Museum und Legionärspfad (YouTube)
- Besucherinformationen